# Abdou Diallo
Abdou-Lakhad Diallo (* 4. května 1996), známý jako Abdou Diallo, je senegalský profesionální fotbalista, který hraje na pozici středního obránce za katarský klub Al-Arabi SC a za národní tým Senegalu.

## Klubová kariéra

### Monaco
Diallo se narodil v Tours a v 15 letech se připojil k mládežnické akademii Monaca. Dne 28. března 2014 podepsal s klubem svou první profesionální smlouvu. Viceprezident klubu Vadim Vasiljev poznamenal, že „Diallo dokonale zapadá do našeho sportovního projektu. Je velmi talentovaný a doufáme, že se bude i nadále zlepšovat po boku skvělých hráčů AS Monaco“. Dne 14. prosince debutoval v prvním týmu, když nastoupil jako náhradník za Bernarda Silvu v nastavení při ligovém vítězství 1:0 proti Marseille.
V červnu 2015 byl Diallo poslán na hostování do belgického klubu Zulte-Waregem pro sezónu 2015/16. Ve 33 ligových zápasech vstřelil tři góly. V prosinci 2016 se v médiích objevily zprávy, že má o jeho služby zájem španělský klub Real Betis. V sezóně 2016/17 odehrál pět ligových zápasů.

### Mainz 05
Dne 14. července 2017 přestoupil do bundesligového klubu Mainz 05 a podepsal pětiletou smlouvu. Dne 9. září vstřelil za klub svůj první gól při ligovém vítězství 3:1 proti Bayeru Leverkusen. Během sezóny byl nasazován jak v obranné trojce, tak v obranné čtyřce; a měl 80% úspěšnost průchodu. Během sezony nastoupil do 27 ligových zápasů.

### Borussia Dortmund
Dne 26. června 2018 podepsal Diallo pětiletou smlouvu s Borussií Dortmund za 28 milionů eur. V rozhovoru řekl, že mu Ousmane Dembélé poradil, aby se připojil ke klubu. Dne 15. září vstřelil svůj první gól za klub při ligovém vítězství 3:1 proti Eintrachtu Frankfurt.

### Paris Saint-Germain
Dne 16. července 2019 podepsal smlouvu s Paris Saint-Germain do června 2024. Přestupová částka do francouzského klubu činila 32 milionů eur.
Dne 3. srpna 2019 debutoval za PSG v Trophée des Champions, přičemž zápas skončil vítězstvím 2:1 nad Rennes. V lize debutoval 11. srpna proti Nîmes při domácím vítězství 3:0. Diallův debut v Lize mistrů přišel 18. září při výhře 3:0 nad Realem Madrid. Na konci sezóny 2019/20, která byla předčasně ukončena (30. dubna 2020) kvůli pandemii covidu-19, obdržel Diallo za svůj přínos v této sezóně medaili za vítězství Ligue 1.

#### Hostování v Lipsku
Dne 1. září 2022 se Diallo vrátil do Německa a podepsal smlouvu s bundesligovým klubem RB Lipsko na sezónní hostování s opcí na koupi za 25 milionů eur.

## Reprezentační kariéra
Diallo se narodil ve Francii a je senegalského původu. Hrál za mnoho mládežnických týmů Francie a dokonce byl kapitánem francouzské reprezentace do 21 let.
Dne 17. března 2021 byl Diallo poprvé povolán do senegalského národního týmu. Debutoval 26. března při remíze 0:0 proti Kongu.
Byl součástí senegalského týmu pro Africký pohár národů 2021; Lions of Teranga vyhráli turnaj poprvé ve své historii. Po vítězství reprezentace na turnaji byl Diallo prezidentem Senegalu Macky Sallem jmenován velkým důstojníkem Národního řádu lva.

## Styl hry
Diallo hraje na pozici středního obránce. Rouven Schröder (sportovní ředitel 1. FSV Mainz) uvedl, že „Diallo je silný ve vzduchu a chytrý ve hře“. Michael Zorc, sportovní ředitel Borussie Dortmund, popsal Dialla jako „moderního, silného středního obránce, který je velmi inteligentní. Může také hrát širší defenzivní roli nebo dokonce být nasazen v roli defenzivního záložníka“.

## Osobní život
Diallův mladší bratr Ibrahima je také fotbalistou. Hraje v anglickém Southamptonu.

## Kariérní statistiky

### Klubové
Platí k zápasu hranému 20. května 2023.
| Klub                      | Sezóna            | Liga               | Liga   | Liga | Národní pohár | Národní pohár | Ligový pohár | Ligový pohár | Kontinentální | Kontinentální | Ostatní | Ostatní | Celkově | Celkově |
| Klub                      | Sezóna            | Divize             | Zápasy | Góly | Zápasy        | Góly          | Zápasy       | Góly         | Zápasy        | Góly          | Zápasy  | Góly    | Zápasy  | Góly    |
| ------------------------- | ----------------- | ------------------ | ------ | ---- | ------------- | ------------- | ------------ | ------------ | ------------- | ------------- | ------- | ------- | ------- | ------- |
| Monaco                    | 2014/15           | Ligue 1            | 5      | 0    | 1             | 0             | 2            | 0            | 0             | 0             | —       | —       | 8       | 0       |
| Monaco                    | 2016/17           | Ligue 1            | 5      | 0    | 4             | 0             | 1            | 0            | 1             | 0             | —       | —       | 11      | 0       |
| Monaco                    | Celkově           | Celkově            | 10     | 0    | 5             | 0             | 3            | 0            | 1             | 0             | —       | —       | 19      | 0       |
| Zulte-Waregem (hostování) | 2015/16           | Jupiler Pro League | 33     | 3    | 2             | 0             | —            | —            | —             | —             | —       | —       | 35      | 3       |
| Mainz 05                  | 2017/18           | Bundesliga         | 27     | 2    | 3             | 1             | —            | —            | —             | —             | —       | —       | 30      | 3       |
| Borussia Dortmund         | 2018/19           | Bundesliga         | 28     | 1    | 3             | 0             | —            | —            | 7             | 0             | —       | —       | 38      | 1       |
| Paris Saint-Germain       | 2019/20           | Ligue 1            | 16     | 0    | 1             | 0             | 2            | 0            | 3             | 0             | 1       | 0       | 23      | 0       |
| Paris Saint-Germain       | 2020/21           | Ligue 1            | 22     | 0    | 5             | 0             | —            | —            | 8             | 0             | 1       | 0       | 36      | 0       |
| Paris Saint-Germain       | 2021/22           | Ligue 1            | 12     | 0    | 1             | 0             | —            | —            | 2             | 0             | 1       | 0       | 16      | 0       |
| Paris Saint-Germain       | Celkově           | Celkově            | 50     | 0    | 7             | 0             | 2            | 0            | 13            | 0             | 3       | 0       | 75      | 0       |
| RB Leipzig (hostování)    | 2022/23           | Bundesliga         | 8      | 1    | 2             | 0             | —            | —            | 5             | 0             | —       | —       | 15      | 1       |
| Celkově v kariéře         | Celkově v kariéře | Celkově v kariéře  | 156    | 7    | 22            | 1             | 5            | 0            | 26            | 0             | 3       | 0       | 212     | 8       |

### Reprezentační
Platí k zápasu hranému 4. prosince 2022.
| Národní tým | Rok     | Zápasy | Góly |
| ----------- | ------- | ------ | ---- |
| Senegal     | 2021    | 7      | 1    |
| Senegal     | 2022    | 15     | 1    |
| Celkově     | Celkově | 22     | 2    |

### Reprezentační góly
Skóre a výsledky Senegalu jsou vždy zapsány jako první. Diallovy góly jsou zvýrazněny.
| Gól | Datum         | Místo                                  | Soupeř       | Skóre | Výsledek | Soutěž                                           |
| --- | ------------- | -------------------------------------- | ------------ | ----- | -------- | ------------------------------------------------ |
| 1.  | 1. září 2021  | Stade Lat-Dior, Thiès, Senegal         | Togo         | 2:0   | 2:0      | Kvalifikace na Mistrovství světa ve fotbale 2022 |
| 2.  | 2. února 2022 | Stade Ahmadou Ahidjo, Yaoundé, Kamerun | Burkina Faso | 1:0   | 3:1      | Africký pohár národů 2021                        |

## Úspěchy
Monaco
- Ligue 1: 2016/17

Paris Saint-Germain
- Ligue 1: 2019/20, 2021/22
- Coupe de France: 2019/20, 2020/21
- Coupe de la Ligue: 2019/20
- Trophée des Champions: 2019, 2020, 2022
- Poražení finalisté Ligy mistrů UEFA: 2019/20

Senegal
- Africký pohár národů: 2021

Individuální
- Velký důstojník Národního řádu lva: 2022